# Феодора Сартаковна

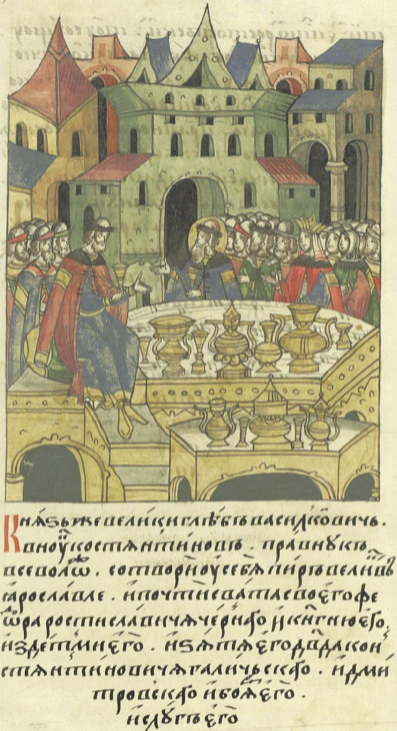
Глеб Василькович и Фёдор Чёрный и княгиня Фёдора

Феодо́ра Сарта́ковна (ум. 20 декабря 1273) — княгиня Ростовская и Белозерская.
Дочь ордынского вельможи Сартака (нет достоверных сведений, идёт ли речь о сыне Батыя Сартаке, хотя Г. В. Вернадский в своей книге «Монголы и Русь» называет её княжной), приняла крещение в 1257 году и вышла замуж за князя Глеба Васильковича Ростовского и Белозерского. 

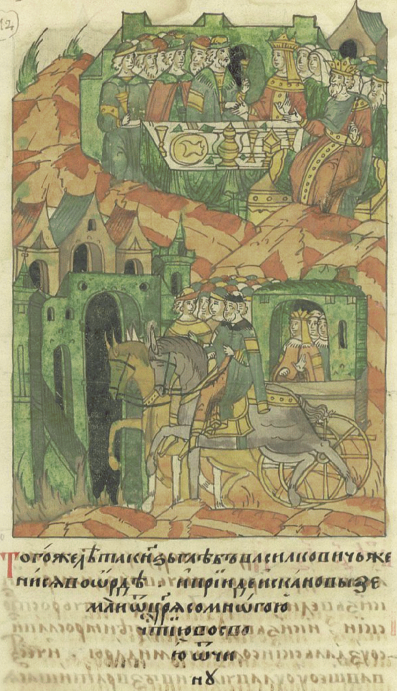
Женитьба князя Глеба

Брак имел важные дипломатические последствия, способствуя сближению Ростовского княжества с Ордой. 
В Ростове Феодора прожила больше 16 лет и родила Глебу двух сыновей — Демьяна и Михаила —и дочь Марию. Скончалась в конце декабря 1273 года, похоронена в храме Пресвятой Богородицы епископом Игнатием.